# Drużynowe mistrzostwa Finlandii na żużlu
Drużynowe Mistrzostwa Finlandii w sporcie żużlowym – seria turniejów mająca wyłonić najlepszą drużynę klubową w Finlandii rozgrywana pod nazwą Speedwayn SM-liiga.

## Medaliści
Lista klubów, które stawały na podium:
| Sezon                                         | Złoto                                            | Srebro                                           | Brąz                                      | Źr.    |
| 1954                                          | Haukat SsMK Lahti                                | Salamat HäMK Tampere                             | Pääskyt HTM Helsinki                      |        |
| 1955                                          | Haukat SsMK Lahti                                | Hakkapelitat TMK Turku                           | Salamat HäMK Tampere                      |        |
| W 1956 roku rozgrywek nie ukończono           | W 1956 roku rozgrywek nie ukończono              | W 1956 roku rozgrywek nie ukończono              | W 1956 roku rozgrywek nie ukończono       | [ 2 ]  |
| 1957                                          | Hakkapelitat TMK Turku                           | Leijonat HMK Helsinki                            | Haukat SsMK Lahti                         |        |
| W 1958 roku rozgrywek nie ukończono           | W 1958 roku rozgrywek nie ukończono              | W 1958 roku rozgrywek nie ukończono              | W 1958 roku rozgrywek nie ukończono       | [ 2 ]  |
| W latach 1959–1975 mistrzostw nie rozgrywano. |                                                  |                                                  |                                           |        |
| 1976                                          | Ässät TaMK Tampere                               | Haukat I SsMK Lahti                              | Haukat II SsMK Lahti                      |        |
| 1977                                          | Haukat SsMK Lahti                                | Ässät TaMK Tampere                               | Tiikerit KarMK Karhula                    |        |
| 1978                                          | Haukat SsMK Lahti                                | Paholaiset PMK Pori                              | Tiikerit KarMK Karhula                    |        |
| 1979                                          | Ässät TaMK Tampere                               | Haukat SsMK Lahti                                | Kotkat VarkMPU Varkaus                    |        |
| 1980                                          | Ässät TaMK Tampere                               | Haukat SsMK Lahti                                | Lepakot SsMK Lahti                        |        |
| 1981                                          | Ässät TaMK Tampere                               | Haukat SsMK Lahti                                | Lepakot SsMK Lahti                        |        |
| 1982                                          | Pizza Team Varkaus                               | Ässät TaMK Tampere                               | Paholaiset PMK Pori                       |        |
| 1983                                          | Pizza Team Varkaus                               | Kotkat SeMK Seinäjoki                            | Ampiaiset KMMK Kuusankoski                |        |
| 1984                                          | Ässät TaMK Tampere                               | Kotkat SeMK Seinäjoki                            | Ankkurit VarkMPU Varkaus                  |        |
| 1985                                          | Kotkat SeMK Seinäjoki                            | Haukat SsMK Lahti                                | Kärpät VaMK Vaasa                         |        |
| 1986                                          | Kotkat SeMK Seinäjoki                            | Ankkurit VarkMPU Varkaus                         | Wasamat PirMM Tampere                     |        |
| 1987                                          | Haukat SsMK Lahti                                | Kotkat SeMK Seinäjoki                            | Wasamat PirMM Tampere                     |        |
| 1988                                          | Haukat SsMK Lahti                                | Tiikerit KarMK Karhula                           | Salamat HäMK Tampere                      |        |
| 1989                                          | Tiikerit KarMK Karhula                           | Kotkat SeMK Seinäjoki                            | Wasamat PirMM Tampere                     |        |
| 1990                                          | Kotkat SeMK Seinäjoki                            | Haukat SsMK Lahti                                | Tiikerit KarMK Karhula                    |        |
| 1991                                          | Ankkurit VarkMPU Varkaus                         | Paholaiset PMK Pori                              | Kotkat SeMK Seinäjoki                     |        |
| 1992                                          | Ankkurit VarkMPU Varkaus                         | Paholaiset PMK Pori                              | Sand Blowers HyMK Hyvinkää                |        |
| 1993                                          | Sand Blowers HyMK Hyvinkää                       | Paholaiset PMK Pori                              | Haukat SsMK Lahti                         |        |
| 1994                                          | Ankkurit VarkMPU Varkaus                         | Sand Blowers HyMK Hyvinkää                       | Kotkat SeMK Seinäjoki                     |        |
| 1995                                          | Kotkat SeMK Seinäjoki                            | Sand Blowers HyMK Hyvinkää                       | Wasamat PirMM Tampere                     |        |
| 1996                                          | Paholaishaukat (PMK Pori, SsMK Lahti)            | Sand Blowers HyMK Hyvinkää                       | Wasamat PirMM Tampere                     |        |
| 1997                                          | Wasamat PirMM Tampere                            | Sand Blowers HyMK Hyvinkää                       | Kotkat SeMK Seinäjoki                     |        |
| 1998                                          | Kotkat SeMK Seinäjoki                            | Konica Team SsMK Lahti                           | Newa Sankt Petersburg                     |        |
| 1999                                          | Kotkat SeMK Seinäjoki                            | Paholaiset PMK Pori                              | Newa Sankt Petersburg                     |        |
| 2000                                          | Newa Sankt Petersburg                            | Paholaiset PMK Pori                              | Hanavalinta HyMK Hyvinkää                 |        |
| 2001                                          | Hanavalinta HyMK Hyvinkää                        | Kotkat SeMK Seinäjoki                            | Newa Sankt Petersburg                     |        |
| 2002                                          | Hanavalinta HyMK Hyvinkää                        | Newa Sankt Petersburg                            | Kotkat SeMK Seinäjoki                     |        |
| 2003                                          | Keittiönet KMMK Kuusankoski                      | Kotkat SeMK Seinäjoki                            | Leijonat HMK Helsinki                     |        |
| 2004                                          | Leijona-Haukat (HMK Helsinki, SsMK Lahti)        | Kotkat SeMK Seinäjoki                            | KeittiöPiste KMMK Kuusankoski             | [ 3 ]  |
| 2005                                          | Kotkat SeMK Seinäjoki                            | Korppikotkat SeMK Seinäjoki                      | KeittiöPiste KMMK Kuusankoski             | [ 4 ]  |
| 2006                                          | Keittio Jet Kuusankoski                          | Kotkat SeMK Seinäjoki                            | Leijona-Haukat (HMK Helsinki, SsMK Lahti) | [ 5 ]  |
| 2007                                          | KeittiöPiste KMMK Kuusankoski                    | Kotkat SeMK Seinäjoki                            | Kopparberg VaMK Vaasa                     | [ 6 ]  |
| 2008                                          | Kotkat SeMK Seinäjoki                            | KeittiöPiste KMMK Kuusankoski                    | Haukat-Royals (SsMK Lahti, FMS Forssa)    | [ 7 ]  |
| 2009                                          | Kotkat SeMK Seinäjoki                            | Jokerit KauhjMK Kauhajoki                        | KeittiöPiste KMMK Kuusankoski             |        |
| 2010                                          | Haukat-Royals (SsMK Lahti, FMS Forssa)           | Kotkat SeMK Seinäjoki                            | Jokerit KauhjMK Kauhajoki                 | [ 8 ]  |
| 2011                                          | Sand Blowers HyMK Hyvinkää                       | KeittiöPiste KMMK Kuusankoski                    | Kotkat SeMK Seinäjoki                     | [ 9 ]  |
| 2012                                          | KeittiöPiste KMMK Kuusankoski                    | Sand Blowers HyMK Hyvinkää                       | Kotkat SeMK Seinäjoki                     | [ 10 ] |
| 2013                                          | Kotkat SeMK Seinäjoki                            | Sand Blowers HyMK Hyvinkää                       | Paholaiset PMK Pori                       | [ 11 ] |
| 2014                                          | Kymi KMMK Kuusankoski                            | Kotkat SeMK Seinäjoki                            | Paholaishaukat (PMK Pori, SsMK Lahti)     | [ 12 ] |
| 2015                                          | Sand Blowers HyMK Hyvinkää                       | Kotkat SeMK Seinäjoki                            | Haukat SsMK Lahti                         | [ 13 ] |
| 2016                                          | Nopea Racing PMK Pori                            | Sand Blowers HyMK Hyvinkää                       | Haukat SsMK Lahti                         | [ 14 ] |
| 2017                                          | Nopea Racing PMK Pori                            | Ankkurit VRT Varkaus                             | Wasamat PirMM Tampere                     | [ 15 ] |
| 2018                                          | Nopea Racing PMK Pori                            | Wasamat PirMM Tampere                            | Sand Blowers HyMK Hyvinkää                | [ 16 ] |
| 2019                                          | Mad-Croc Speedway KMMK Kuusankoski               | Nopea Racing PMK Pori                            | Kojootit KauhjMK Kauhajoki                | [ 17 ] |
| 2020                                          | Mad-Croc Speedway PMK Pori                       | Porin Nopea Racing HyMK Hyvinkää                 | Kojootit KauhjMK Kauhajoki                | [ 18 ] |
| 2021                                          | Porin Nopea Racing HyMK Hyvinkää                 | Ampiais-Ankkurit (VRT Varkaus, KMMK Kuusankoski) | Kojootit KauhjMK Kauhajoki                | [ 19 ] |
| 2022                                          | Ampiais-Ankkurit (VRT Varkaus, KMMK Kuusankoski) | Kojootit KauhjMK Kauhajoki                       | Wasamat PirMM Tampere                     | [ 20 ] |